# Вейк-ан-Зеє (шаховий турнір)

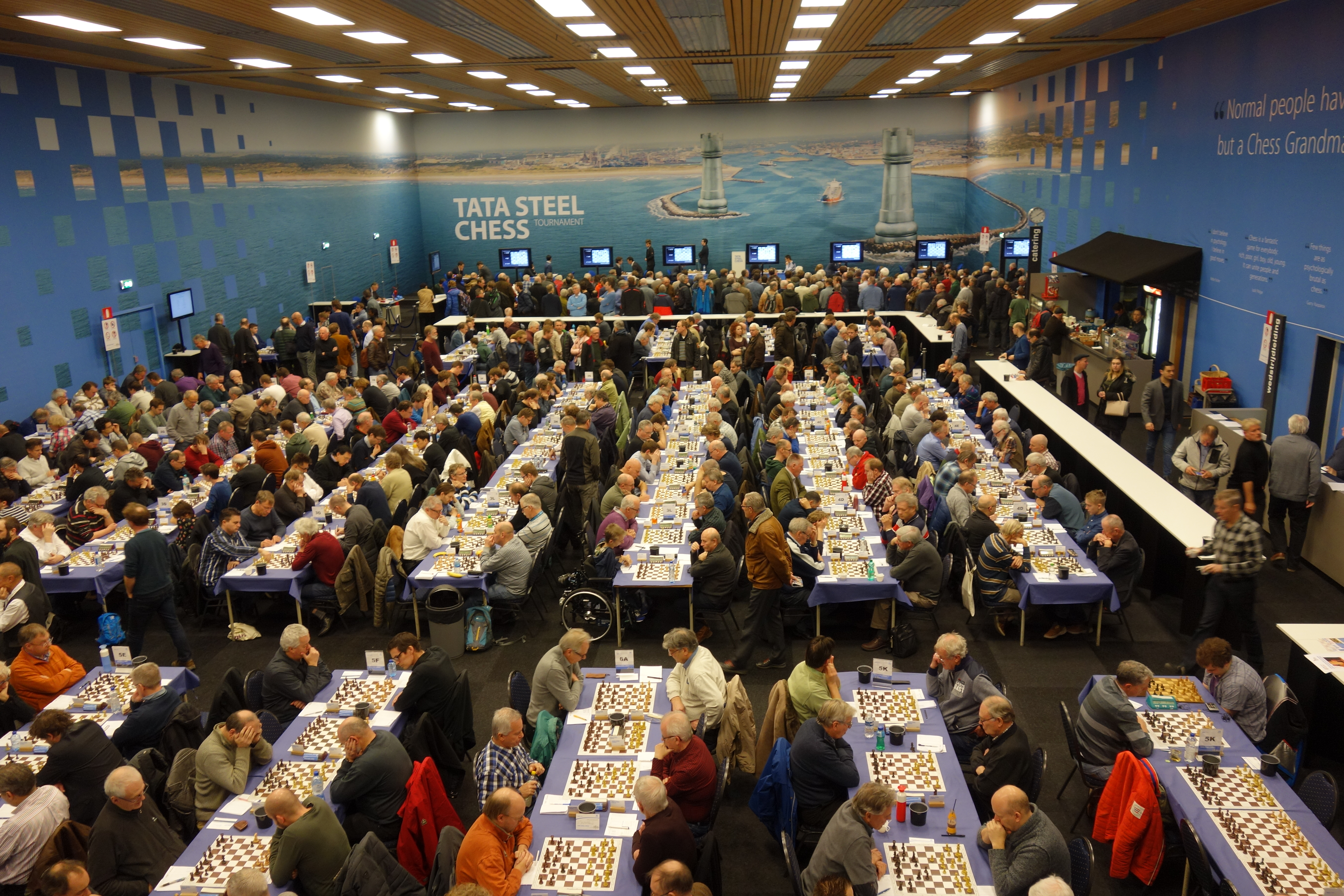
Вейк-ан-Зее 2017

Вейк-ан-Зее (також «Корус-турнір» англ. Corus Chess (з 2000 року), «Гооґовенс-турнір», нід. Hoogovenstoernooi (1946 — 2000)) — один з найстаріших і найсильніших шахових турнірів. Проводиться щорічно з 1937 року (з перервою в 1945 році). До 1967 року відбувався в місті Бевервейк (Нідерланди), з 1968 року переїхав до сусіднього міста Вейк-ан-Зее.
З 1946 офіційно називався «Гооґовенс-турнір» (нід. Hoogovenstoernooi), за назвою компанії-спонсора — нідерландського металургійного концерну «Гооґовенс». Після злиття концерну в 1999 році з британською компанією «Бритіш стіл», нова об'єднана компанія Corus Group продовжила підтримувати турнір, який став називатися з 2000 року «Корус-турніром» (англ. Corus Chess). Проте, неформально турнір часто називають за назвою міста, де він проводиться.
Міжнародного статусу турнір набув у 1946 році. В ньому перемагали такі гросмейстери, як Макс Ейве (1940, 1942, 1952, 1958), Савелій Тартаковер (1949), Гідеон Штальберг (1956). Однак розквіт турніру почався після 1960 року, коли до участі в ньому стали запрошувати шахістів з СРСР.
З 2008 по 2016 року турнір входив у серію турнірів "Великого шлему". Переможець турніру автоматично класифіковувався в фінал серії "Великого шлему" в Більбао (Іспанія).

## Переможці турніру

### «Гооґовенс-турнір» Бевервейк
| Рік  | Переможець                  | Країна               |
| ---- | --------------------------- | -------------------- |
| 1938 | Філіп Баккер                | Нідерланди           |
| 1939 | Ніколаас Кортлевер          | Нідерланди           |
| 1940 | Макс Ейве                   | Нідерланди           |
| 1941 | Артур Вейнанс               | Нідерланди           |
| 1942 | Макс Ейве                   | Нідерланди           |
| 1943 | Арнольд ван ден Гук         | Нідерланди           |
| 1944 | Тео ван Схелтінґа           | Нідерланди           |
| 1946 | Альберік О’Келлі            | Бельгія              |
| 1947 | Тео ван Схелтінґа           | Нідерланди           |
| 1948 | Лодевейк Прінс              | Нідерланди           |
| 1949 | Савелій Тартаковер          | Франція              |
| 1950 | Ян Гейн Доннер              | Нідерланди           |
| 1951 | Герман Пільник              | Аргентина            |
| 1952 | Макс Ейве                   | Нідерланди           |
| 1953 | Ніколас Россолімо           | Франція              |
| 1954 | Ганс Боувмеестер Вася Пірц  | Нідерланди Югославія |
| 1955 | Борислав Міліч              | Югославія            |
| 1956 | Гідеон Штальберг            | Швеція               |
| 1957 | Александр Матанович         | Югославія            |
| 1958 | Макс Ейве Ян Гейн Доннер    | Нідерланди           |
| 1959 | Фрідрік Олафссон            | Ісландія             |
| 1960 | Бент Ларсен Тигран Петросян | Данія СРСР           |
| 1961 | Бент Ларсен Борислав Івков  | Данія Югославія      |
| 1962 | Петар Трифунович            | Югославія            |
| 1963 | Ян Гейн Доннер              | Нідерланди           |
| 1964 | Пауль Керес Іво Ней         | СРСР                 |
| 1965 | Юхим Геллер Лайош Портіш    | СРСР Угорщина        |
| 1966 | Лев Полугаєвський           | СРСР                 |
| 1967 | Борис Спаський              | СРСР                 |

### «Гооґовенс-турнір» Вейк-ан-Зее
| Рік  | Переможець                                               | Країна                    |
| ---- | -------------------------------------------------------- | ------------------------- |
| 1968 | Віктор Корчной                                           | СРСР                      |
| 1969 | Михайло Ботвинник Юхим Геллер                            | СРСР                      |
| 1970 | Марк Тайманов                                            | СРСР                      |
| 1971 | Віктор Корчной                                           | СРСР                      |
| 1972 | Лайош Портіш                                             | Угорщина                  |
| 1973 | Михайло Таль                                             | СРСР                      |
| 1974 | Волтер Браун                                             | США                       |
| 1975 | Лайош Портіш                                             | Угорщина                  |
| 1976 | Любомир Любоєвич Фрідрік Олафссон                        | Югославія Ісландія        |
| 1977 | Юхим Геллер Геннадій Сосонко                             | СРСР Нідерланди           |
| 1978 | Лайош Портіш                                             | Угорщина                  |
| 1979 | Лев Полугаєвський                                        | СРСР                      |
| 1980 | Волтер Браун Ясер Сейраван                               | США                       |
| 1981 | Геннадій Сосонко Ян Тімман                               | Нідерланди                |
| 1982 | Джон Нанн Юрій Балашов                                   | Велика Британія СРСР      |
| 1983 | Ульф Андерссон                                           | Швеція                    |
| 1984 | Олександр Бєлявський Віктор Корчной                      | СРСР Швейцарія            |
| 1985 | Ян Тімман                                                | Нідерланди                |
| 1986 | Найджел Шорт                                             | Велика Британія           |
| 1987 | Найджел Шорт Віктор Корчной                              | Велика Британія Швейцарія |
| 1988 | Анатолій Карпов                                          | СРСР                      |
| 1989 | Вішванатан Ананд Предраг Ніколич Золтан Ріблі Дьюла Сакс | Індія Югославія Угорщина  |
| 1990 | Джон Нанн                                                | Велика Британія           |
| 1991 | Джон Нанн                                                | Велика Британія           |
| 1992 | Валерій Салов Борис Гельфанд                             | Росія Білорусь            |
| 1993 | Анатолій Карпов                                          | Росія                     |
| 1994 | Предраг Ніколич                                          | Боснія і Герцеговина      |
| 1995 | Олексій Дрєєв                                            | Росія                     |
| 1996 | Василь Іванчук                                           | Україна                   |
| 1997 | Валерій Салов                                            | Росія                     |
| 1998 | Володимир Крамник Вішванатан Ананд                       | Росія Індія               |
| 1999 | Гаррі Каспаров                                           | Росія                     |

### «Корус-турнір» Вейк-ан-Зее
| Рік  | Переможець                                   | Країна                        |
| ---- | -------------------------------------------- | ----------------------------- |
| 2000 | Гаррі Каспаров                               | Росія                         |
| 2001 | Гаррі Каспаров                               | Росія                         |
| 2002 | Євген Барєєв                                 | Росія                         |
| 2003 | Вішванатан Ананд                             | Індія                         |
| 2004 | Вішванатан Ананд                             | Індія                         |
| 2005 | Петер Леко                                   | Угорщина                      |

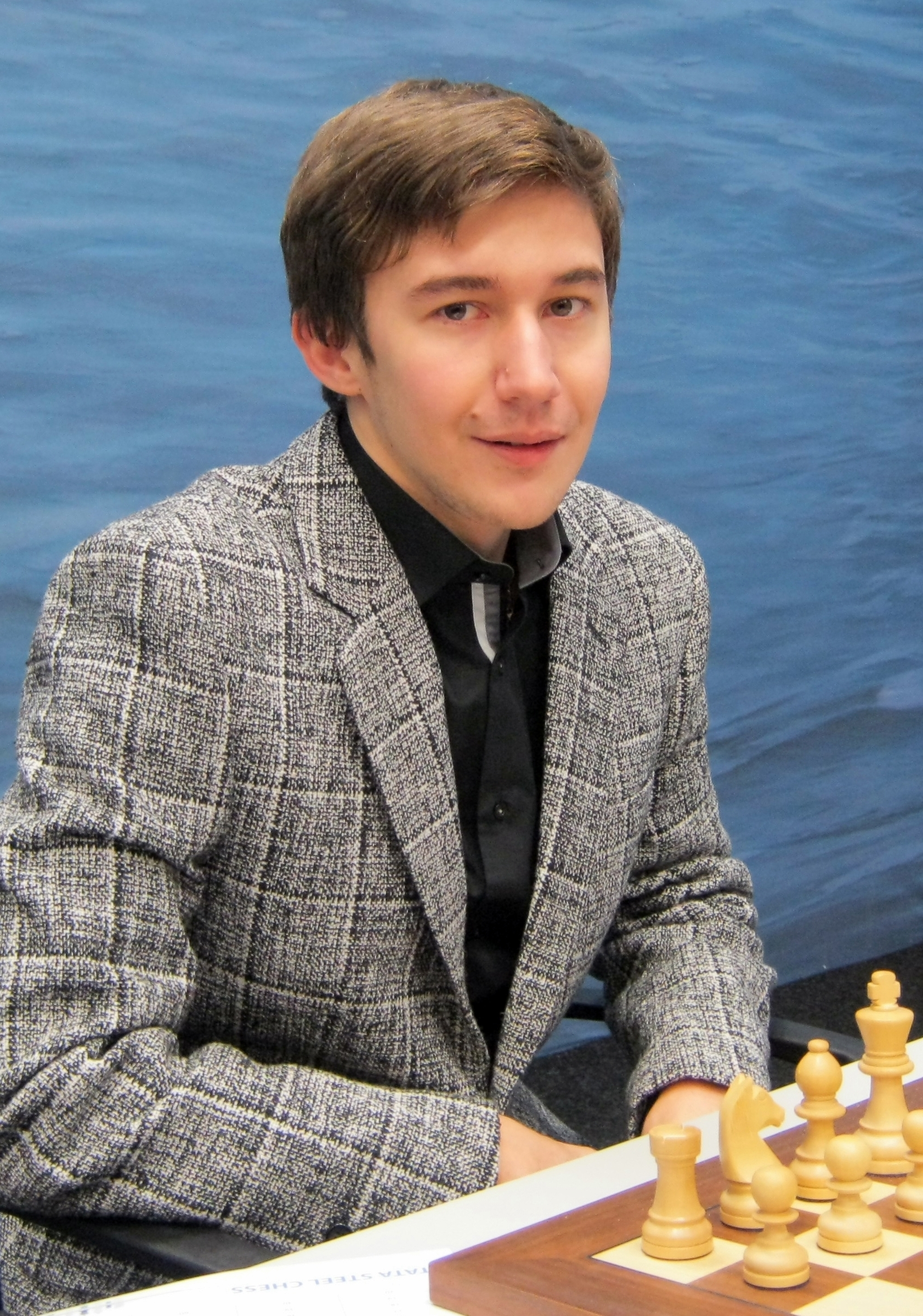
Сергій Карякін

| 2006 | Веселин Топалов Вішванатан Ананд             | Болгарія Індія                |
| 2007 | Веселин Топалов Левон Аронян Теймур Раджабов | Болгарія Вірменія Азербайджан |
| 2008 | Магнус Карлсен Левон Аронян                  | Норвегія Вірменія             |
| 2009 | Сергій Карякін                               | Україна                       |
| 2010 | Магнус Карлсен                               | Норвегія                      |

### «Тата Стіл турнір», Вейк-ан-Зее

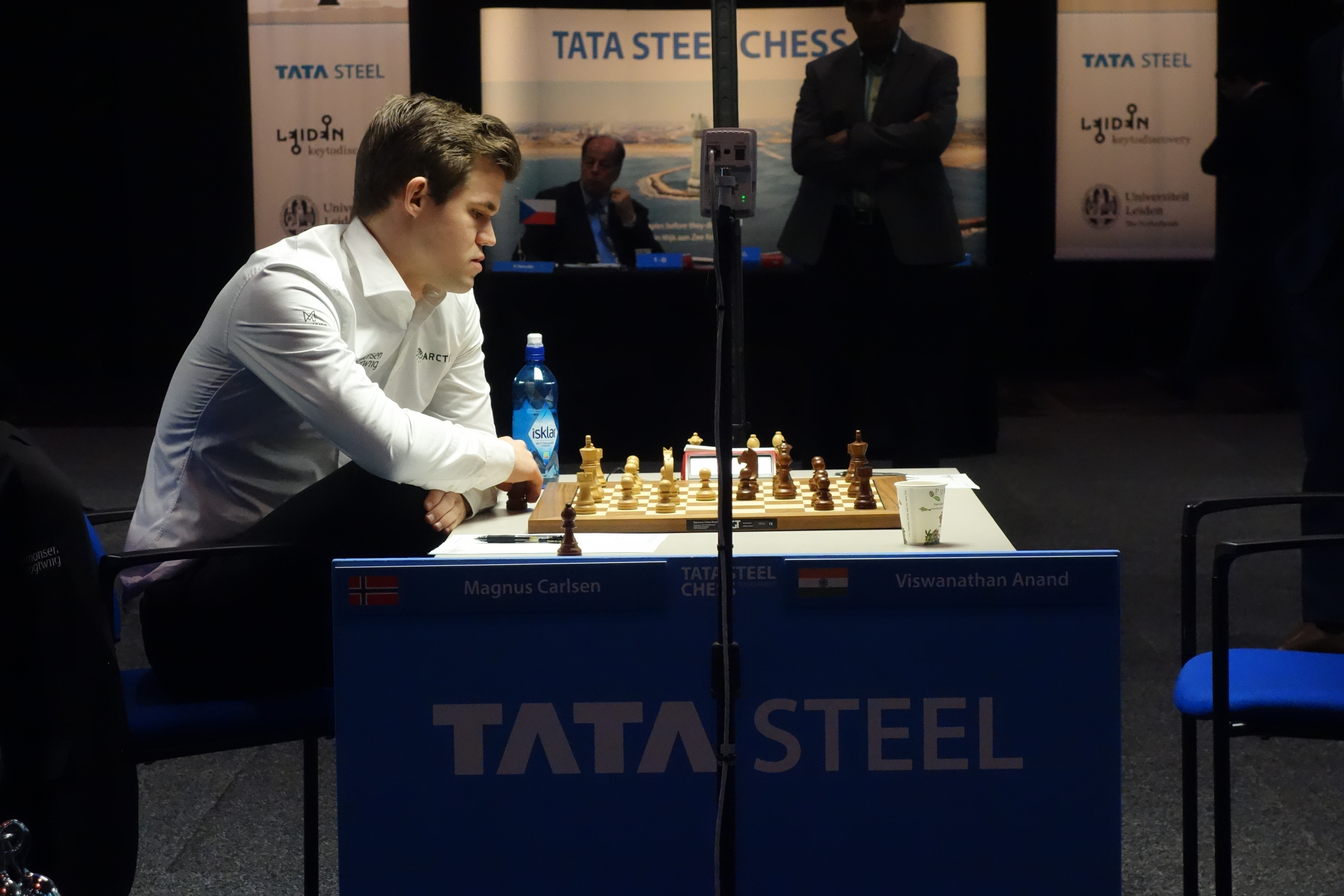
Магнус Карлсен — восьмиразовий тріумфатор турніру

| Рік  | Переможець             | Країна     |
| ---- | ---------------------- | ---------- |
| 2011 | Хікару Накамура        | США        |
| 2012 | Левон Аронян           | Вірменія   |
| 2013 | Магнус Карлсен         | Норвегія   |
| 2014 | Левон Аронян           | Вірменія   |
| 2015 | Магнус Карлсен         | Норвегія   |
| 2016 | Магнус Карлсен         | Норвегія   |
| 2017 | Веслі Со               | США        |
| 2018 | Магнус Карлсен         | Норвегія   |
| 2019 | Магнус Карлсен         | Норвегія   |
| 2020 | Фабіано Каруана        | США        |
| 2021 | Йорден ван Форест      | Нідерланди |
| 2022 | Магнус Карлсен         | Норвегія   |
| 2023 | Аніш Гірі              | Нідерланди |
| 2024 | Вей Ї                  | КНР        |
| 2025 | Рамешбабу Прагнанандха | Індія      |